# Ladislav Hradecký
Ladislav Hradecký (ur. 9 kwietnia 1957 w Pradze) – czechosłowacki żużlowiec.

## Życiorys
Dwukrotny medalista młodzieżowych indywidualnych mistrzostw Czechosłowacji: srebrny (1977) oraz brązowy (1978). Brązowy medalista mistrzostw Czechosłowacji w parach (1979). Złoty medalista drużynowych mistrzostw Czechosłowacji (1981). Uczestnik eliminacji indywidualnych mistrzostw świata (Norden 1980 – XV miejsce w półfinale kontynentalnym).
W lidze brytyjskiej startował w barwach klubu z Birmingham (1980).